# Tóth Vass Mária
Tóth Vass Mária (további használt szerzői nevei: Tóth V. Mária, T. Vass Mária, Vass Mária; Nagyenyed, 1941. szeptember 2. –) erdélyi magyar újságíró, szerkesztő, fordító.

## Életútja
Középiskoláit szülővárosában, a Bethlen Gábor Kollégiumban végezte (1959), majd a BBTE-n szerzett magyar nyelv- és irodalom szakos tanári diplomát (1964). A bukaresti Agerpres hírügynökségnél kezdte pályáját (1964–70), azt követően a Jóbarát szerkesztője (1971–89), szerkesztőségi főtitkára (1990–93), majd nyugdíjazásáig (1998) a Román Rádió bukaresti magyar szerkesztőségének munkatársa.

## Munkássága
Első írását a Jóbarát közölte 1970-ben. Cikkei, riportjai, hírmagyarázatai, jegyzetei főképp az iskolások mindennapjairól, az életkori sajátosságaikból fakadó problémákról szóltak. Rádiószerkesztőként nevéhez kapcsolódik több új rovat (A hallgatóé a szó, Nyelvművelő; a jogi és vallási rovatok) beindítása a bukaresti rádió magyar adásaiban.
Az ő fordításában jelent meg Gheorghe Anghel Középkori várak Erdélyben (Bukarest : Meridiane Könyvkiadó, 1973) c. könyve, Cezar Petrescu Fram, a jegesmedve c. regénye (Bukarest, 1989), valamint Maria Liliana Lăcătuş Állampolgársági ismeretek c. tankönyve (Bukarest, 1999), előszavával Mihai Eminescu Mesék c. kötete (Bukarest, 1989).